# Chefsalat

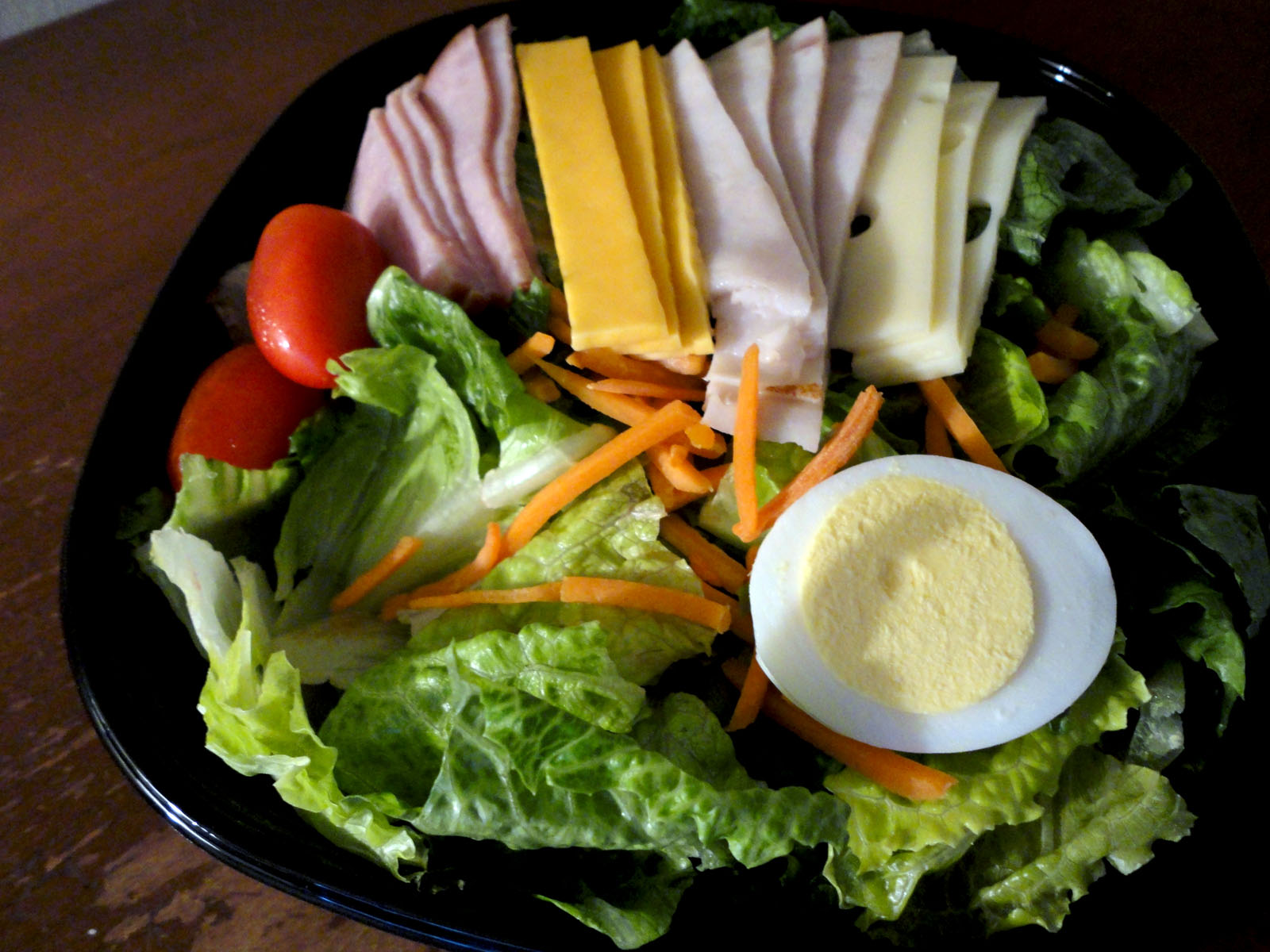
Zutaten aus dem Supermarkt für einen Chefsalat

Chefsalat (auch Chef-Salat) ist ein gemischter Rohkostsalat der amerikanischen Küche, der mit Käse, Fleisch und hartgekochten Eiern zusammengesetzt wird. Bis auf die Blattsalate werden alle Zutaten in Julienne-Form gestiftelt oder gehackt, sodass keine der Zutaten den Geschmack dominiert.
Für einen klassischen Chefsalat werden zu einem gemischten Blattsalat aus Radicchio, Frisee und Gartensalat noch Karotten, Kochschinken, Putenbrust, reifer Cheddar-Käse und hartgekochtes Ei hinzugefügt und mit Ranch-Dressing gewürzt. Für weitere Varianten sind z. B. Römersalat, Cocktailtomaten, Jarlsberg-Käse, u. a. Zutaten üblich.